# Cicle supercontinental
El cicle supercontinental postula que cada 400-500 milions d'anys totes les masses de terra emergides s'uneixen formant un supercontinent a través d'un procés d'agregació i dispersió gairebé periòdica de l'escorça continental de la Terra. Hi ha diverses opinions sobre si la quantitat d'escorça continental està augmentant, disminuint o romanent igual, però s'accepta que l'escorça terrestre es reconfigura constantment. Un cicle complet d'un supercontinent dura de 300 a 500 milions d'anys. La col·lisió continental crea menys continents i més grans, mentre que els rifts creen més continents i més petits.
El desplaçament de les plaques es realitza sobre una superfície esfèrica, per la qual cosa els continents acaben per xocar i soldar-se, formant-se una gran massa continental, un supercontinent (Pangea com en va dir Wegener). Això ha passat diverses vegades al llarg de la història de la Terra. El supercontinent impedeix l'alliberament de la calor interna, per la qual cosa es fractura i comença un cicle nou.
Així doncs, les masses continentals romanen i uneixen i fragmenten a cada cicle, mentre que les conques oceàniques es creen i destrueixen.

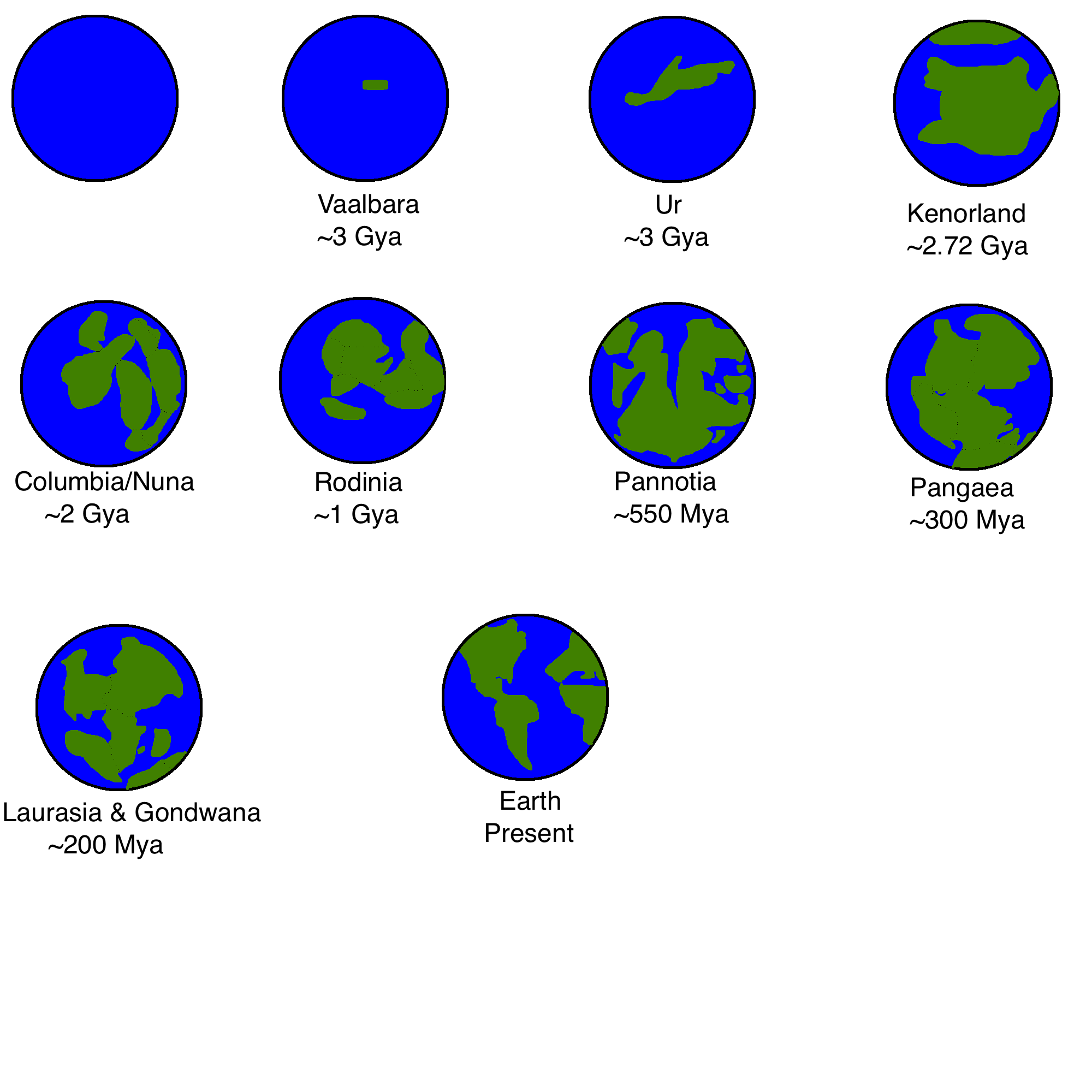
Representació del supercontinents formats en cada cicle segons la teoria de sèrie.

## Descripció
El supercontinent més recent, Pangea, va formar-se fa uns 300 milions d'anys (0,3 Ga). Hi ha dos punts de vista diferents sobre la història dels supercontinents anteriors.
El primer proposa una sèrie de supercontinents: Vaalbara (3600 a 2800 milions d'anys); Ur (c. 3000 milions d'anys enrere); Kenorlàndia (c. 2700-2100 milions d'anys); Colúmbia (c. 1800-1500 milions d'anys); Rodínia (fa entre 1250 milions i 750 milions d'anys); i Pannòcia (c. 600 milions d'anys enrere), la dispersió del qual va produir els fragments que finalment van col·lisionar per formar Pangea.
El segon punt de vista, (Protopangea-Paleopangea), basat en evidència tant paleomagnètica com geològica, és que els cicles supercontinentals no van tenir lloc abans d'aproximadament 0,6 Ga (durant el Període Ediacarià). En canvi, l'escorça continental comprenia un sol supercontinent des d'aproximadament 2,7 Ga fins que es va trencar per primer cop, en algun lloc al voltant de 0,6 Ga. Aquesta reconstrucció es basa en l′observació que si només es realitzen petites modificacions perifèriques a la reconstrucció primària, les dades mostren que els pols paleomagnètics van convergir a posicions quasiestàtiques durant llargs intervals entre aproximadament 2,7–2,2, 1,5–1,25 i 0,74 Ga. Durant els períodes intermedis, els pols semblen haver-se conformat a un desplaçament polar aparent unificat. Per tant, les dades paleomagnètiques s'expliquen adequadament per l'existència d'un sol supercontinent Protopangea-Paleopangea amb una quasi integritat perllongada. La durada perllongada d'aquest supercontinent podria explicar-se per l'operació de la tectònica comparable a la que opera a Mart i Venus, durant l'època precambriana, a diferència de la tectònica de plaques que s'observa a la Terra contemporània. Tanmateix aquest enfocament fou molt criticat perquè és basat en l'aplicació incorrecta de dades paleomagnètiques.
Els tipus de minerals que es troben dins dels antics diamants suggereixen que el cicle de formació i ruptura supercontinental va començar fa aproximadament 3.000 milions d'anys (3,0 Ga). Abans de fa 3200 milions d'anys, només es formaven diamants amb composicions peridotítiques (comunament trobades al mantell terrestre), mentre que després de fa 3000 milions d'anys, els diamants eclogítics (roques de l'escorça superficial terrestre) es van fer predominants. Es creu que aquest canvi es va produir quan la subducció i la col·lisió continental van introduir eclogita als fluids formadors de diamants subcontinentals.

## Diferències amb el cicle de Wilson

Representació de Pangea i la futura divisió en subcontinents.

Un cicle de Wilson poques vegades se sincronitza amb el temps d'un cicle supercontinental. Tanmateix, tant els cicles supercontinentals com els cicles de Wilson van estar involucrats en la formació de Pangea i de Rodínia. La retrospectiva de cinquanta anys al Document Especial 470 de la Societat Geològica de Londres proporciona una excel·lent visió matisada de com encaixen aquests conceptes, concloent que: "ja sigui que s'anomeni el Cicle de Wilson, o el més ampli Cicle Supercontinental, la periodicitat tectònica identificada per Tuzo Wilson en el seu article de 1966 defineix un aspecte fonamental de l'evolució tectònica, climàtica i biogeoquímica de la Terra durant gran part de la seva història".